# قلعه دختر (فیروزآباد)
قلعهٔ دختر فیروزآباد در شش کیلومتری جاده فیروزآباد به شیراز در دامنه کوهی مشرف به جاده قرار دارد که پس از طی مسافتی حدود ۳۰۰ متر می‌توان به قلعه رسید.
جورجینا هرمان در کتاب تجدید حیات هنر و تمدن در ایران باستان، می‌نویسد:
اردشیر ساسانی احتمالاً این قلعه را در اواخر دوران اشکانیان و زمانی که هنوز بر اردوان پنجم، آخرین شاه دودمان اشکانیان، خروج نکرده بود ساخته‌است.

## مشخصات اثر
این قلعه حصین در سه سطح ساخته شده بود و ورود به آن از نازلترین سطح از طریق پلکانی مارپیچ که به حیاط اصلی تراس میانی می‌رسید صورت می‌گرفت. سه طرف حیاط را اتاقهای چهارگوش دارای تاق ضربی دربر گرفته بود و طرف چهارم به تراس فوقانی که روی آن ساختمان کاخ اصلی واقع شده بود، منتهی می‌گردید. تمامی کاخ را یک ایوان بزرگ دارای طاق ضربی و دو ایوان کوچکتر در دو سو تشکیل می‌داد. ایوان بزرگ که ۱۴ متر پهنا و ۲۳ متر درازا داشت به یک اتاق مرکزی که سقف آن به شیوه‌ای تازه، یعنی گنبد پوشانده شده بود منتهی می‌گشت. در جناحین این اتاق گنبد دار اتاقهای اضافی قرار گرفته و کل آن‌ها در داخل یک دیوار خارجی مدور جای داشت.
در حال حاضر مسیر دسترسی به این اثر بر خلاف وجود تله کابین موجود از طریق 308 پله ای است که به آن می رسد.
در کنار این اثر مجموعه هایی برای پذیرایی از گردشگران وجود دارد که عمدتا با محصولات غذایی و دست بافت سنتی ارائه خدمات می نمایند.

## مهندسین اثر
معماران رومی مشکل قرار دادن سقفی مدور بر روی بنایی چهار گوش در گوشه‌ها را با جلو آوردن تدریجی سنگ یا آجرها به شکلی که پیوسته مدور تر می‌شد، را حل کرده‌اند اما معماران ایرانی در قلعه دختر شیوه جدیدی ابداع و به کار گرفتند که همانا استفاده از فیلپوش در گوشه هاست.
این قلعه تماماً از سنگ‌های درشت ساخته و سنگ‌های نما، تراشیده شده‌اند ولی سنگ‌های پی‌ها و داخل دیوارها از قلوه سنگ‌های درشت رودخانه‌ای تشکیل شده‌اند. عظمت بنای این قلعه، مبهوت کننده‌است و دیوارهای بلند آن با همه شکستگی و ریخته شدن، هنوز هم شکوهی خیره‌کننده دارند.
در قسمتی از قلعه دهانه غاری دیده می‌شود که به قول بعضی از محلی‌ها این غار راهی به کاخ اردشیر بابکان (کاخ ساسانی) در جلگه فیروزآباد داشته‌است؛ یعنی در زمان حمله دشمن به قلعه، محصورین قلعه می‌توانستند از طریق این دالان زیرزمینی با شهر ارتباط داشته باشند و بتوانند غذا و نیروی انسانی وارد قلعه کنند.

## نگارخانه

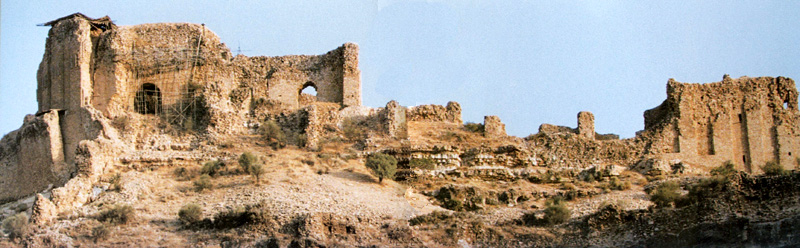
قلعه دختر
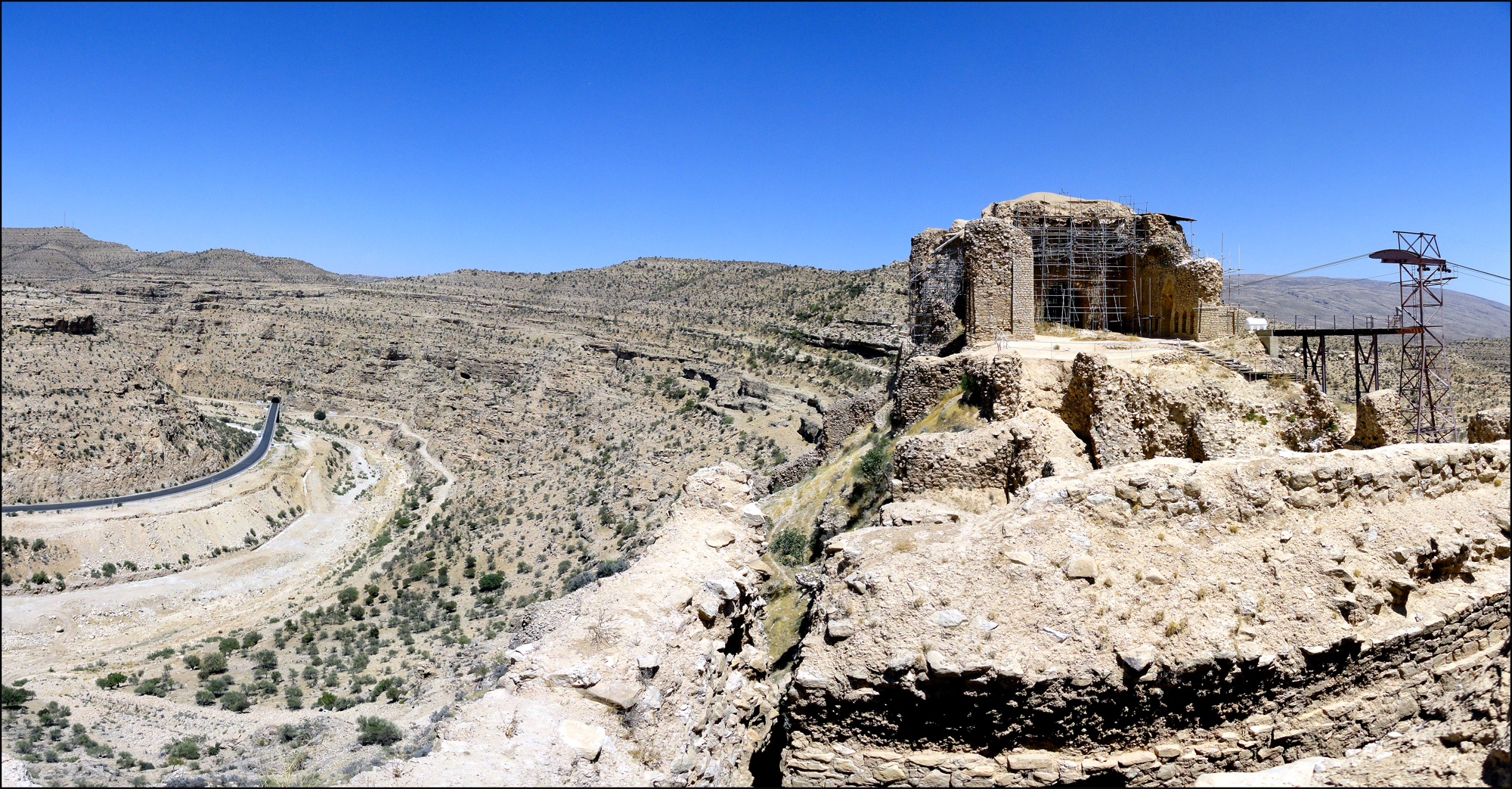
قلعه دختر فیروزآباد
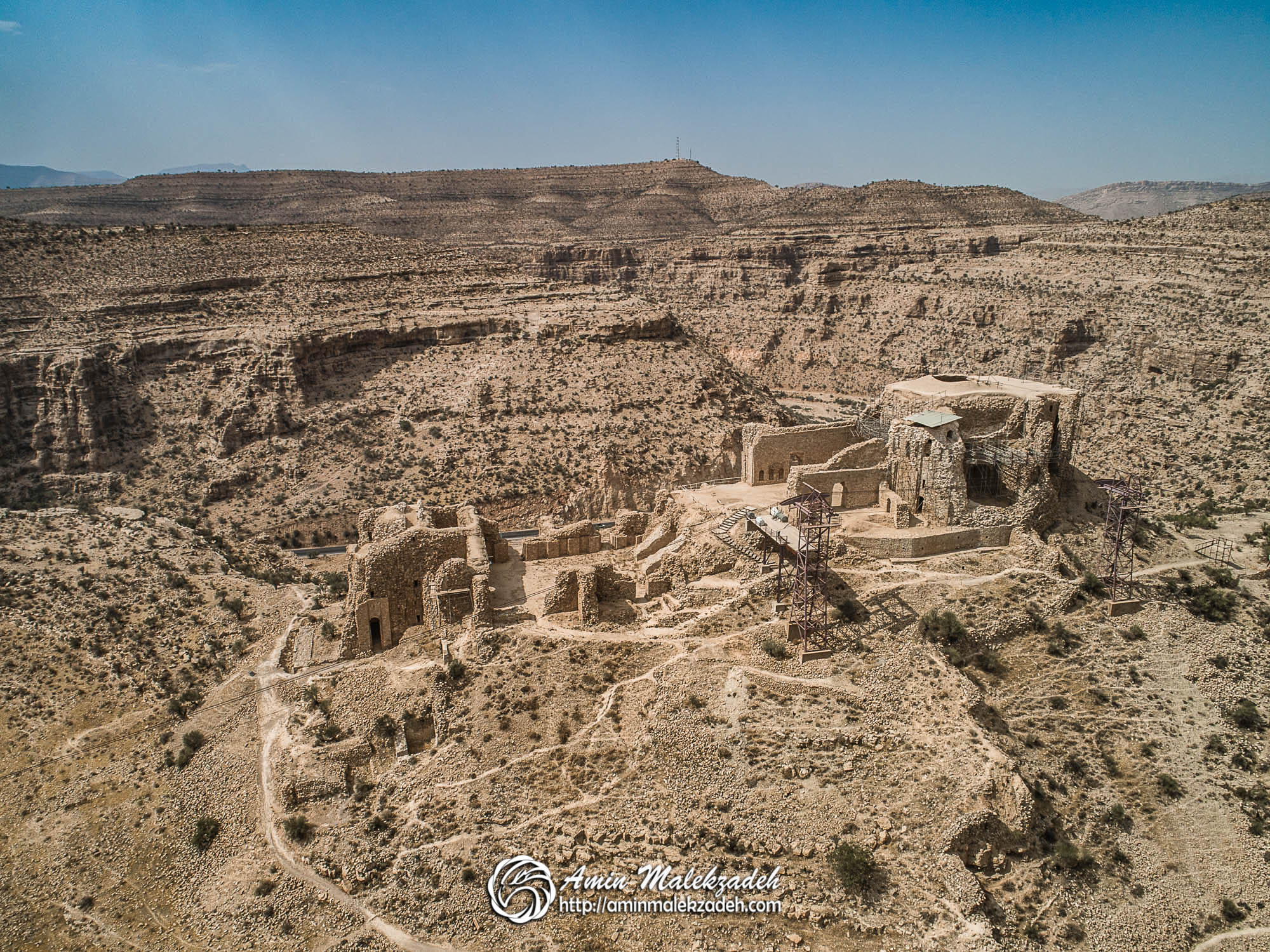
تصویر هوایی قلعه